# Martin Oehry
Martin Oehry, ibland Oehri, född 11 oktober 1964 i Rankweil i Österrike, är en liechtensteinsk före detta fotbollsmålvakt.

## Fotbollskarriär
Oehry spelade åtta landskamper för Liechtensteins landslag och utsågs till årets fotbollsspelare i Liechtenstein 1992.
Han medverkade 2011 i en veteranmatch mellan Liechtenstein och Schweiz. Han byttes då in efter halvtid mot Martin Heeb och räddade en straffspark slagen av Stéphane Chapuisat.